# Karol Aarestrup

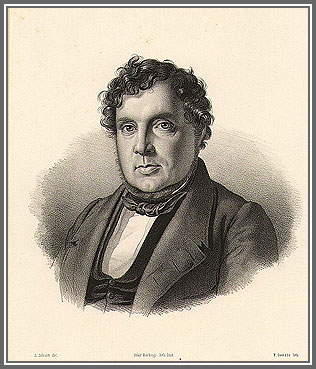
Karol Aarestrup

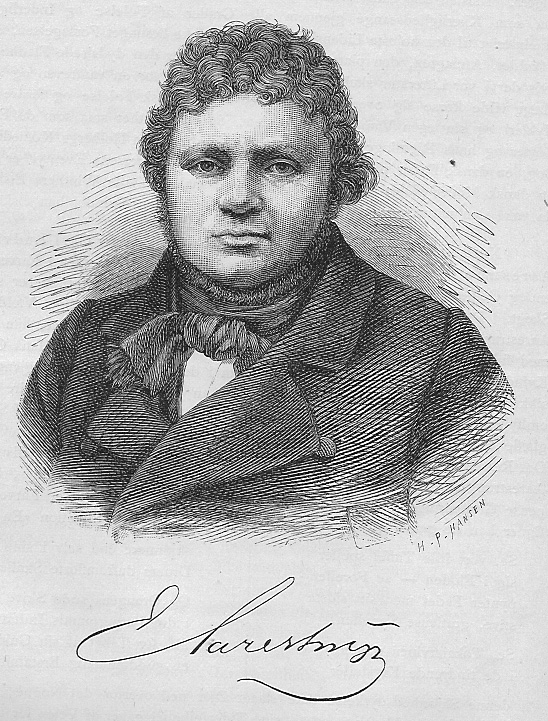
Karol Aarestrup

Karol Aarestrup, znany również jako Emil Aarestrup, właśc. Carl Ludvig Emil Aarestrup (ur. 4 grudnia 1800, Kopenhaga, zm. 21 lipca 1856, Odense) – duński poeta i lekarz.

## Życiorys
Był synem celnika. Pracował jako lekarz  na wyspie Lolland i w Odense. Za życia nieznany, po śmierci uznany za jednego z najwybitniejszych poetów duńskich. Jego poezje, w stylu nawiązujące do utworów Heinego, wydane przez Georga Brandesa w 1877 roku, wzbudziły sensację swym śmiałym jak na XIX wiek erotyzmem i przyniosły mu szeroką popularność wśród czytelników.